# Vincenzo Carafa
Vincenzo Carafa, S.J. (5. května 1585 Andria – 6. června 1649 Řím) byl italský římskokatolický duchovní, jezuita a generální představený Tovaryšstva Ježíšova.

## Život
Narodil se 5. května 1585 v Andrii do vévodské rodiny z Montoria. Byl příbuzným papeže Pavla IV.
Dne 4. října 1604 vstoupil do Tovaryšstva Ježíšova. Získal titul z filosofie a stal se řádovým provinciálem v Neapoli. Pod pseudonymem  Aloysius Sidereus publikoval několik děl:  Fascetto di Mirra, Cammino del Cielo, Cittadino del Cielo, Il Peregrino della terra, Idea Christiani hominis, Il Serafino.
Po smrti Muzia Vitelleschiho byl 7. ledna 1646 zvolen generálním představený Tovaryšstva Ježíšova. Čtyři roky jeho generalátu byly poznamenány hořkými spory s jansenistickými teology, silnými odpůrci molinistické doktríny o milosti, kterou hájili jezuité. Byl také obviněn z morální laxnosti. Během jeho období probíhaly misie v Americe, kde mnoho jezuitů utrpělo mučednictví z rukou Indiánů.
Zemřel 6. června 1649 v Římě.

## Proces svatořečení
Proces byl zahájen v diecézi Řím 18. března 1693.